# Ла-Марса (футбольный клуб)
«Ла-Марса» (фр. Avenir Sportif de La Marsa, араб. المستقبل الرياضي بالمرسى‎) — футбольный клуб из Ла Марсы, Тунис. Клуб создан в 1939 году, домашние матчи проводит на стадионе имени Абделазиза Чуи вмещающего 6,000 зрителей.

## Достижения клуба
- Лига 2
  - 2009-10
- Кубок Президента
  - 1961, 1977, 1984, 1990, 1994
- Кубок Лиги
  - 2007